# Stelodoryx argentinae
Stelodoryx argentinae är en svampdjursart som beskrevs av Bertolino, Schejter, Calcinai, Cerrano och Bremec 2007. Stelodoryx argentinae ingår i släktet Stelodoryx och familjen Myxillidae. Inga underarter finns listade i Catalogue of Life.